# Габас Джуматов
Габас Жуматович Жуматов (20 септември 1918 г. – 14 юни 2018 г.) – професор по марксизъм-ленинизъм в Казахския национален университет, общественик на Казахската ССР и Република Казахстан, един от участниците в защитата на Брестката крепост по време на Великата отечествена война.

## Биография

### Семейство
Роден на 20 септември 1918 г. в село Баянаул, Павлодарска област, в многодетно семейство (8 деца) на селски учител Жумат Доскараев. Произлиза от подрода Айдабол на клана Суюндик от племето Аргин.
Бащата на Габас, Жумат Доскараев, получава диплома за висше образование на 50-годишна възраст, завършвайки Централноазиатския университет в Ташкент. По-късно баща му се занимава с преподаване във висши учебни заведения, работи като ръководител на отдел на Академията на науките на Казахската ССР, в Института по лингвистика на Академията на науките на Казахската ССР.
Най-големият брат на Габас, Аубакир Жуматов, завършва Тимирязевската селскостопанска академия и от 1943 до 1959 г. е ректор на Казахския селскостопански институт.
Друг по-голям брат на Габас, Жуматов Хамза Жуматович, става вирусолог-епидемиолог, доктор на медицинските науки (1954), професор (1958), член-кореспондент на Академията на медицинските науки на СССР (1961), член на Висшата атестационна комисия. (HAC) към Министерския съвет на СССР (1961), академик на Академията на науките на Казахската ССР (1967).
По-малкият брат на Габас, Сапар Жуматов, завършва МГИМО и е първокласен съветник в Министерството на външните работи на СССР . Работил е дълго време във Франция и Швейцария. Бил е член на международната комисия към ЮНЕСКО.

### Предвоенно време
След като Габас завършва прогимназия в Павлодар, семейство Жуматови се премества в Алма-Ата, където през 1937 г. Габас завършва колежа по комуникации. По разпределение той работи като техник в радиостанция в село Большая Михайловка (сега предградие на Караганда). След две години работа той постъпва в отдела за геоложки проучвания на Минно-металургичния институт. След първия семестър на обучение в края на 1939 г. Жуматов е повикан на военна служба в Червената армия.
Поради остър недостиг на наборници със средно образование, Жуматов е назначен на длъжността командир на комуникационното отделение на 2-ра артилерийска батарея на 3-ти дивизион на 204-ти гаубичен артилерийски полк на 6-та стрелкова дивизия. Тази единица е била разположена в района на Брестката крепост.

### Война
На 22 юни 1941 г. изтича военната служба на младши сержант Жуматов (призованите от университетите по това време служат година и половина) и той подлежи на демобилизация. От първите часове на германското нападение срещу СССР Жуматов участва в отбраната на Брестката крепост. След няколкодневна отбрана на крепостта началникът на щаба на 204-ти гаубичен артилерийски полк Иван Лукянчиков успява да организира отстъпление и да изведе голяма група военнослужещи заедно с Жуматов от обкръжението на предната линия в Гомелска област. В новосформираната артилерийска част от местните военнослужещи жители Жуматов е назначен за командир на взвод за управление на батарея от 76-мм оръдия. След известно време Жуматов е прехвърлен да служи в 573-ти артилерийски полк на Главното командване, който участва в отбраната на Москва в посока Можайск. Като част от този полк Жуматов участва в парада на войските на Червения площад на 7 ноември 1941 г.
За участие в битката за Москва е награден с медал „За храброст“.
През декември 1942 г. Жуматов е изпратен да учи в Днепропетровското артилерийско училище, което е евакуирано в Томск. През лятото на 1943 г., след като завършва колеж, лейтенант Жуматов е назначен за командир на огневи взвод в 150-ти гвардейски противотанков изтребителен полк на 5-ти гвардейски Донски казашки Червенознаменен кавалерийски корпус.
В състава на 5-ти корпус Жуматов участва в бойни действия в Украйна, Молдова, Румъния, Югославия и Унгария. Ранен е край Будапеща. До края на военните действия той е повишен в старши лейтенант и е назначен на длъжността командир на батарея. Жуматов е уволнен от военна служба през 1946 г.

### Следвоенен период
След като напуска военната служба, Жуматов постъпва в историческия факултет на Казахския държавен университет (сега Казахски национален университет), който завършва с отличие. Оставайки в университета като аспирант в катедрата по марксизъм-ленинизъм, през 1953 г. той започва да преподава, като в крайна сметка защитава титлата доцент, а след това и професор. Специализирал е преподаването на история на КПСС. Бил е член на академичния съвет на университета.
Основното направление на научната дейност са проблемите на историческите трансформации в Казахстан.
Като лектор на свободна практика в Централния комитет на Комунистическата партия на Казахската ССР и Алматинския областен комитет на КПСС Жуматов обикаля с лекции почти цял Казахстан.
През 1979 г. Президиумът на Върховния съвет на Казахската ССР присъжда на Жуматов Габас почетното звание „Заслужил работник на висшето училище на Казахстан“.
От 1984 г. той ръководи Обществото на труда и ветераните от Великата отечествена война на Казахския държавен университет. Той също така е член на президиума на Дружеството на ветераните от труда и Великата отечествена война на Калининската област (сега област Бостандик) на град Алма-Ата. За активната си обществена дейност в различни години е награждаван с почетни грамоти и грамоти на Всесъюзния комитет на ветераните от войните. Повече от 10 години той ръководи идеологическата комисия на Градския съвет на ветераните от войната в Алмати и е член на Централния съвет на републиката за ветераните от войните.
В периода от 1960 до 1990 г. Жуматов многократно пътува с лекции за Втората световна война до Франция, България, Югославия, Унгария, Италия и редица други страни. Участва в конференции с бивши членове на Съпротивата във Франция.
Родителите на Габас Жуматов – Доскараев, Жумат Доскараевич и съпругата му
На 14 юни 2018 г., 3 месеца преди стогодишнината си, Жуматов Габас почива в Алмати. Погребан е на 15 юни с военни почести на гробището Кенсай.
Така до 14 юни 2018 г. Жуматов Габас е последният жив защитник на Брестката крепост.